# NO MORE
『NO MORE』は日本のシンガーソングライター、JASMINEの2枚目のシングル。

## 背景
2009年9月2日、公式ホームページで新曲の完成とリリースが発表された。翌9月3日にJASMINEがパーソナリティを務めるラジオ番組『MUSIC WONDERLAND』で楽曲が初公開され、10月7日より着うたの先行配信が開始された。初回限定盤はデジパック仕様である。
『NO MORE』はTBS系の音楽番組『COUNT DOWN TV』2009年11月度のオープニングテーマとして起用された。

## ミュージック・ビデオ
『NO MORE』は前作『sad to say』も担当したタナカノリユキが監督を務める
。制作はピラミッドと前田屋、カメラマンはshinya、スタイリストは長瀬哲朗
、メイクはmichiru、ヘアはSHINMMAがそれぞれ担当した。
PVは多くの人が地べたに倒れている中で、JASMINEが歌う。中盤で男性が1人起き上がると、次々に皆立ち上がり、全員がある方向を見る。最後はJASMINEのショットで終わる。JASMINEの髪、衣装共に緑色である。

## チャート成績
『NO MORE』は2009年10月27日付けの日本レコード協会による着うたのダウンロード数を集計したRIAJ有料音楽配信チャートで最高5位、10月27日から12月1日までトップ100内に入った。2009年11月7日放送回のTBS系の音楽番組『CDTV』のTHIS WEEK'S 100で初登場及び最高12位、TOP100内の登場回数は4回だった。オリコンシングルチャートでは11月第2週目で初登場し、最高15位を記録。

## 収録曲
| 全作詞・作曲: JASMINE。 |                       |         |            |                     |
| #                       | タイトル              | 作詞    | 作曲・編曲 | 編曲家              |
| 1.                      | 「NO MORE」           | JASMINE | JASMINE    | Jeff Miyahara,Daido |
| 2.                      | 「CLUBBIN"」          | JASMINE | JASMINE    | MANABOON            |
| 3.                      | 「what do you want?」 | JASMINE | JASMINE    | Miyahara            |

## チャート
| チャート (2009年)        | 最高 順位 |
| ------------------------ | --------- |
| RIAJ有料音楽配信チャート | 5         |
| CDTV THIS WEEK'S 100     | 12        |
| オリコンチャート         | 15        |